# 神經解剖學術語
此條目介紹用於描述中樞和周圍神經系統的解剖學術語，包括腦、腦幹、脊髓和神經。

## 神經解剖學中的解剖學術語
神經解剖學使用特定的術語來描述解剖結構。 這些術語能精準地描述各種神經結構，避免混淆。 不論是結構或是功能，這些術語都能確保描述的一致性。它們大多源自拉丁語和希臘語， 並且通常根據國際公認的詞典（例如解剖學術語集）進行標準化。
為了保持一致性，我們假設描述的人類和其他物種處於標準解剖學姿勢， 身體直立並面對觀察者，手臂自然下垂靠在身體兩側，手掌朝前。

### 位置
解剖學方位取決於被描述的方位及物種。
要了解用於解剖學方位的術語，可以拿具有直線狀中樞神經系統的動物，比如魚類或蜥蜴。在此類動物中「吻部」、「尾部、「腹側」和「背側」分別表示朝向吻部、朝向尾部、朝向腹部和朝向背部。
為了更精確地描述，使用根據標準解剖學平面和軸來取得相對位置和方向的立體定位方法。
在整個解剖學中使用的標準術語包括用於描述結構的前部和後部的「前/後」，用於描述上下方的「上/下」，用於描述分別靠近和遠離中線的結構的「內/外側」，以及用於描述靠近和遠離某個設定點的結構的「近/遠端」。
以下是在神經解剖學常用的術語：
- 吻部及尾部：在具有直線狀中樞神經系統的動物中，「吻部」（源自拉丁語rostrum，意為「喙」）與「前」同義，而「尾部」（源自於拉丁語cauda，意為「尾巴」）與「後」同義。然而由於人類能維持直立姿勢，人類的神經系統似乎被彎曲了約90度。彎曲的地方差不多在中腦和間腦的交界，因此在這區域關於方位的術語比較不一樣。在交界上方時吻部與「前」同義，而尾部與「後」同義；在交界下方時吻部與「上」同義，尾部與「下」同義。[1]
- 腹側及背側：在具有直線狀中樞神經系統的動物中，「背側」（源自拉丁語dorsum，意為「背部」）與「上」同義，而「腹側」（源自於拉丁語venter，意為「腹部」)與「下」同義。而在描述人類時，如上所述在中腦和間腦交界處關於方位的術語比較不一樣。在交界上方時背側與「上」同義，而腹側與「下」同義；在交界下方時，背側與「後」同義，腹側與「前」同義。[1]
- 對側 和 同側：分別指對側左側或右側（矢狀面）和同側的相應位置。

### 平面與座標軸

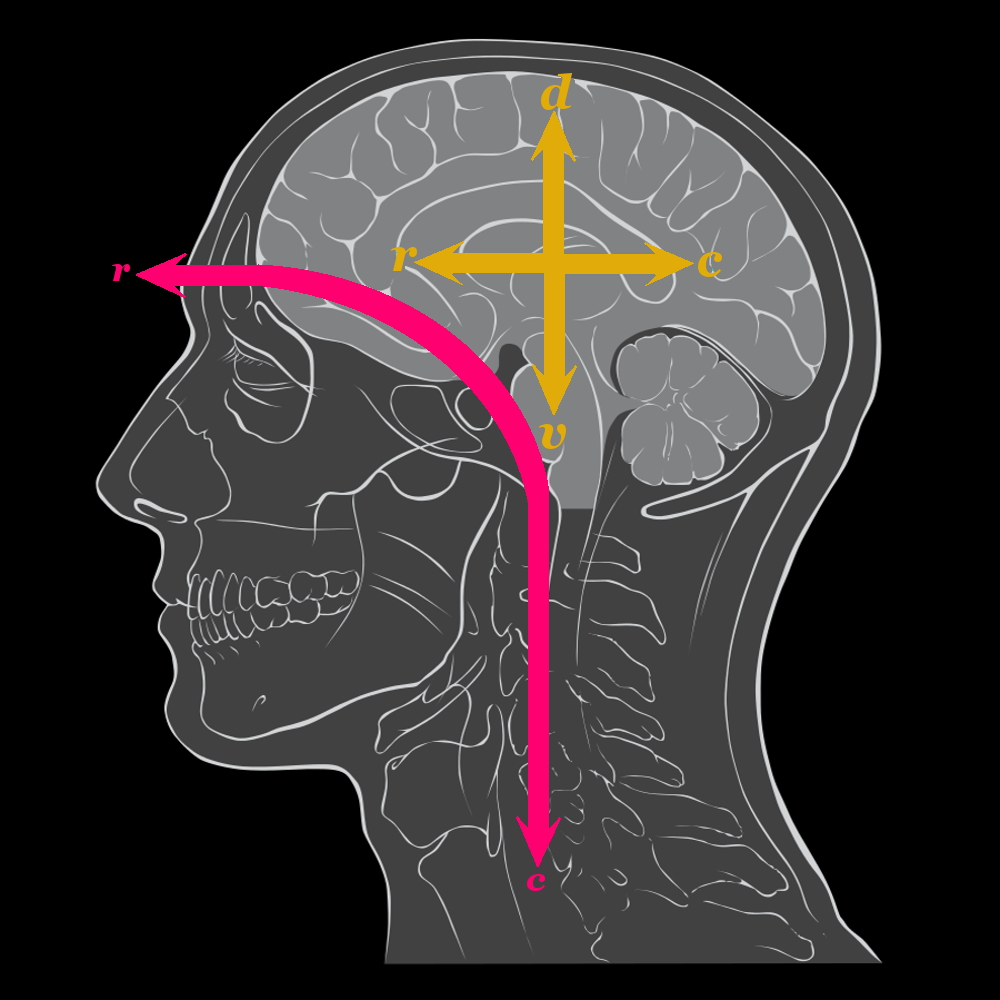
人類大腦的解剖學方位軸與標準解剖學姿勢下的人體解剖學方位軸不一致。
紅色軸顯示背部朝上時頭部如何向前彎曲：
c: 尾部
r: 吻部
黃軸顯示大腦本身命名方向的慣例：
c: 尾部 (後),
d: 背側（上）
r: 吻部 (前)
v: 腹側 (下)

- d（黃色）: 軸向、上下軸或背腹軸
- l（青色）: 左右軸或外側軸
- m（洋紅色）: 中線、前後軸或頭尾軸

- A（藍色）: 軸向平面，包含左右軸和中線
- C（綠色）: 冠狀平面，包含軸向和左右軸
- S（紅色）: 矢狀平面，包含軸向和中線

- e（眼睛）: 位於大腦的前端
- P（黃色）: 矢狀旁平面，平行於矢狀面，但不在中線上的平面

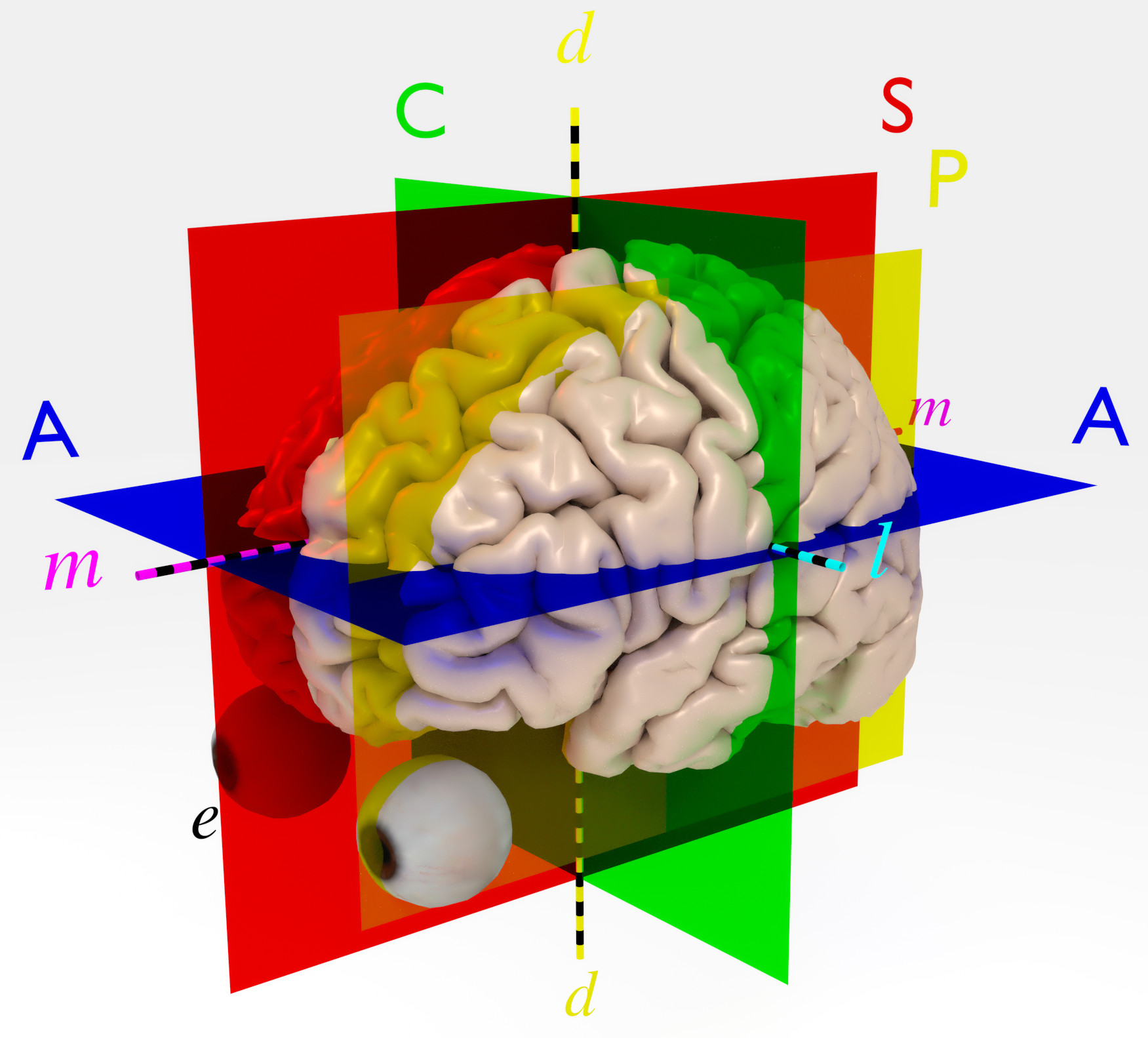
人類大腦的解剖學軸線、平面和定位
三軸: d（黃色）: 軸向、上下軸或背腹軸
l（青色）: 左右軸或外側軸
m（洋紅色）: 中線、前後軸或頭尾軸
三個主要平面: A（藍色）: 軸向平面，包含左右軸和中線
C（綠色）: 冠狀平面，包含軸向和左右軸
S（紅色）: 矢狀平面，包含軸向和中線
其他: e（眼睛）: 位於大腦的前端
P（黃色）: 矢狀旁平面，平行於矢狀面，但不在中線上的平面

標準的解剖學平面和解剖軸用於描述動物體內的結構。人類和許多靈長類動物中樞神經系統的軸線不是直的而是彎曲的，便於在身體直立時向前看。這種構造上的差異導致需要不同的術語來描述靈長類動物的大腦和其他脊椎動物的大腦。在描述人腦時，「吻側」這個詞仍然表示「朝向喙或鼻（拉丁語：rostrum）」，或者更廣義的說，就是指顱腔內，即面部後方的區域。「尾側」意為「朝向尾部（拉丁語：cauda）」，但並不等同於「朝向顱腔後部」，顱腔後部應稱為「後部」（即在普通運動中位於後方的位置）。人類中樞神經系統的吻側-尾側軸（圖中洋紅色）在大腦中腦水平處近乎90°彎曲，並繼續延伸通過腦幹和脊髓。在人類解剖學中，枕葉和後腦勺是後部，但並非相對於額葉和面部而言的尾側。
「上」和「下」是人體解剖學中的形容詞，分別指站立時朝向頭頂或腳底的意思。人類的大腦在脊髓上方，但四足動物的大腦位於脊髓的前方。
「背側」原本是指「背離脊柱的方向」，也就是說在人體或其他動物身上，背側就是背部的方向，但在人類神經解剖學中，該術語的含義比較不一樣，在提到前腦時，「背側」近似於「上部」，也就是指「朝向顱腔頂部」，進而延伸至身體。在中樞神經系統中，「腹側」則與「吻側-尾側軸」有關，而該軸線在頭部區域會發生變化。
人腦的三個軸線恰好對應於它們所在的三個平面，即使這些平面的術語並未因其在腦部的位置而改變，仍沿用描述身體平面的術語。以下為常用的參考平面：
- 軸向平面（或稱橫斷面、水平面）：這個平面是水平的，與地面平行，且身體處於標準解剖學姿勢（英语：standard anatomical position）時也是水平的。它包含大腦的外側軸和內側軸。
- 冠狀平面：一個垂直平面，穿過顱骨或雙耳的冠狀縫，也指平行於這個平面的任何平面。
- 矢狀平面：一個垂直平面，從鼻孔之間和兩個大腦半球之間穿過，將大腦分為左右兩半。「中線平面」特指身體左右兩側的中線。它包含了大腦的背腹軸和內側軸。任何平行於矢狀面的平面都稱為旁矢狀面。

額葉
顳葉
頂葉
枕葉
邊緣葉
島葉

## 神經

### 功能
用特定術語描述從特定點起源或到達的周圍神經。
- 傳入神經纖維是指起源於該點的纖維，比如紋狀體傳入神經即是起源於紋狀體的神經纖維。
- 傳出神經纖維是指到達該點的纖維，比如皮質傳出神經即是來自其他地方，並到達大腦皮質的神經纖維，與神經纖維傳遞信號的方向相反。

### 神經纖維交叉
特定的術語也用來描述神經或神經纖維的路徑。
- Chiasm（英语：Chiasm (anatomy)）(來自希臘語 Chi)用來描述不同類型的神經纖維在腦半球之間的周圍神經纖維或內部的交叉，人類大腦中主要的例子是視交叉。
- Decussation(來自拉丁語 decussis，意即：“ten”）指的是神經纖維從中樞神經系統的一側穿過矢狀面交叉到另一側，並連接不同腦區的纖維，分為兩種：
  - 第一種穿過細胞體所在同一腦部區域或脊椎節段的矢狀面，比如魚類和兩棲類中的Mauthner細胞（英语：Mauthner cell）。
  - 第二種在不同腦區穿過矢狀面，比如錐體交叉（英语：decussation of pyramids）。

第一種的交叉也出現在無脊椎動物中，而第二種的交叉只出現在脊椎動物中。Decussation被認為是軸向扭轉所致，使得前腦的每個半球主要代表身體的對側。
- 連合（英语：commissure）是指連接同一腦區左右兩側軸突的雙邊連接，比如交叉於兩個大腦半球之間的神經纖維束，包括前連合、後連合、胼胝體、海馬連合（英语：hippocampal commissure）和韁連合，還有脊髓中的前白質連合（英语：anterior white commissure）。
- 神經節除了表示神經交叉的形式外，亦包含神經元之間的突觸以及它們的細胞本體。其他類型的神經交叉則不包含突觸或神經元的細胞體。

chiasm和decussation的差別在於前者指的是周圍神經的交叉，而後者指的是中樞神經系統內的交叉。連合連接同一個腦區的兩側，而decussation則連接不同的腦區。

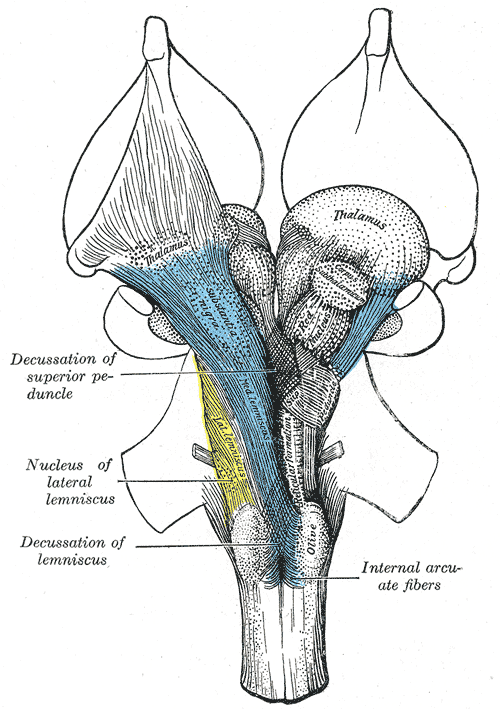
從正面觀察腦幹，顯示出上小腦腳和內側丘系交叉（decussation），即神經纖維從一側交叉到另一側。
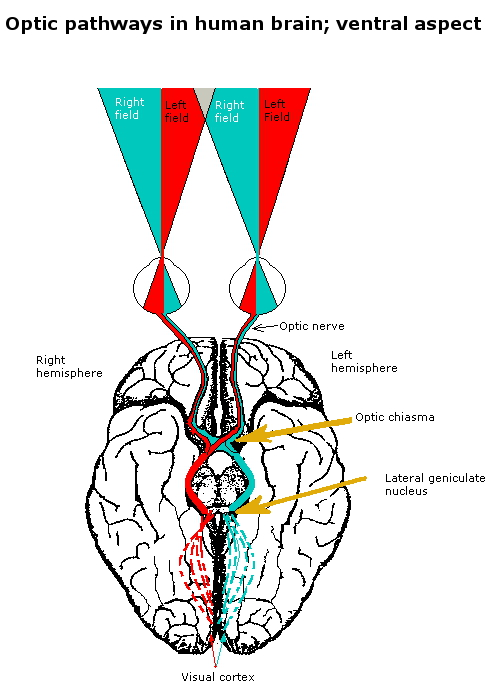
人類大腦中的視交叉（chiasm），顯示了來自每隻眼睛視野的信息傳遞到對側視覺皮層的通路。

## 腦
以下是描述大腦的大體解剖的特定術語：
腦迴是大腦的褶皺中隆起的部分，如中央溝前廻。腦溝是大腦的褶皺中凹陷的部分，如中央溝。其他用於描述腦迴與腦溝的術語包括：
- Annectent gyrus：隱藏在腦溝深處的一些小腦迴，無具體名稱。[2]
- sulcal fundus：腦溝的底部。

裂隙用於描述：
1. 由島蓋化產生的深溝，如外側溝。
2. 由端腦泡分化產生的深溝，如中央縱裂。

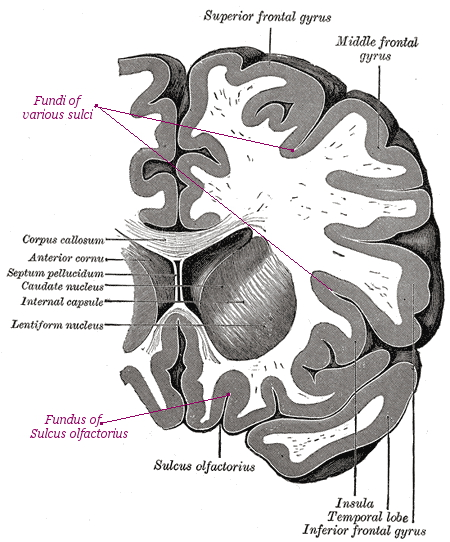
顯示人腦溝、迴及底部結構的冠狀切面圖。
腦溝（sulcus）及腦迴（gyrus）。

## 影像
使用特定的縮寫來表示成像方式，常見的包括磁振造影（MRI）和電腦斷層掃描（CT）。

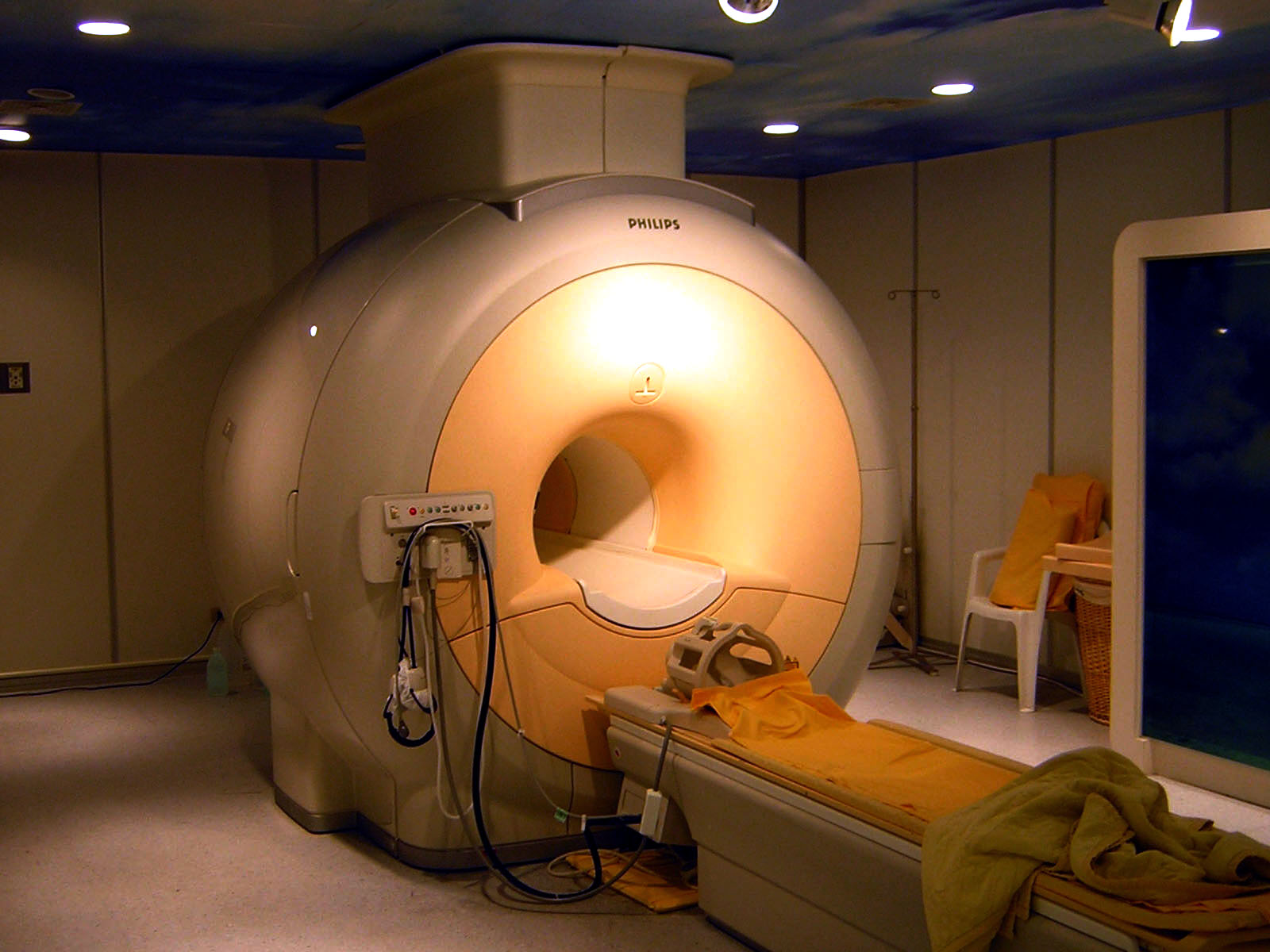
MRI可能造成對狹小封閉空間恐懼的病患感到不適
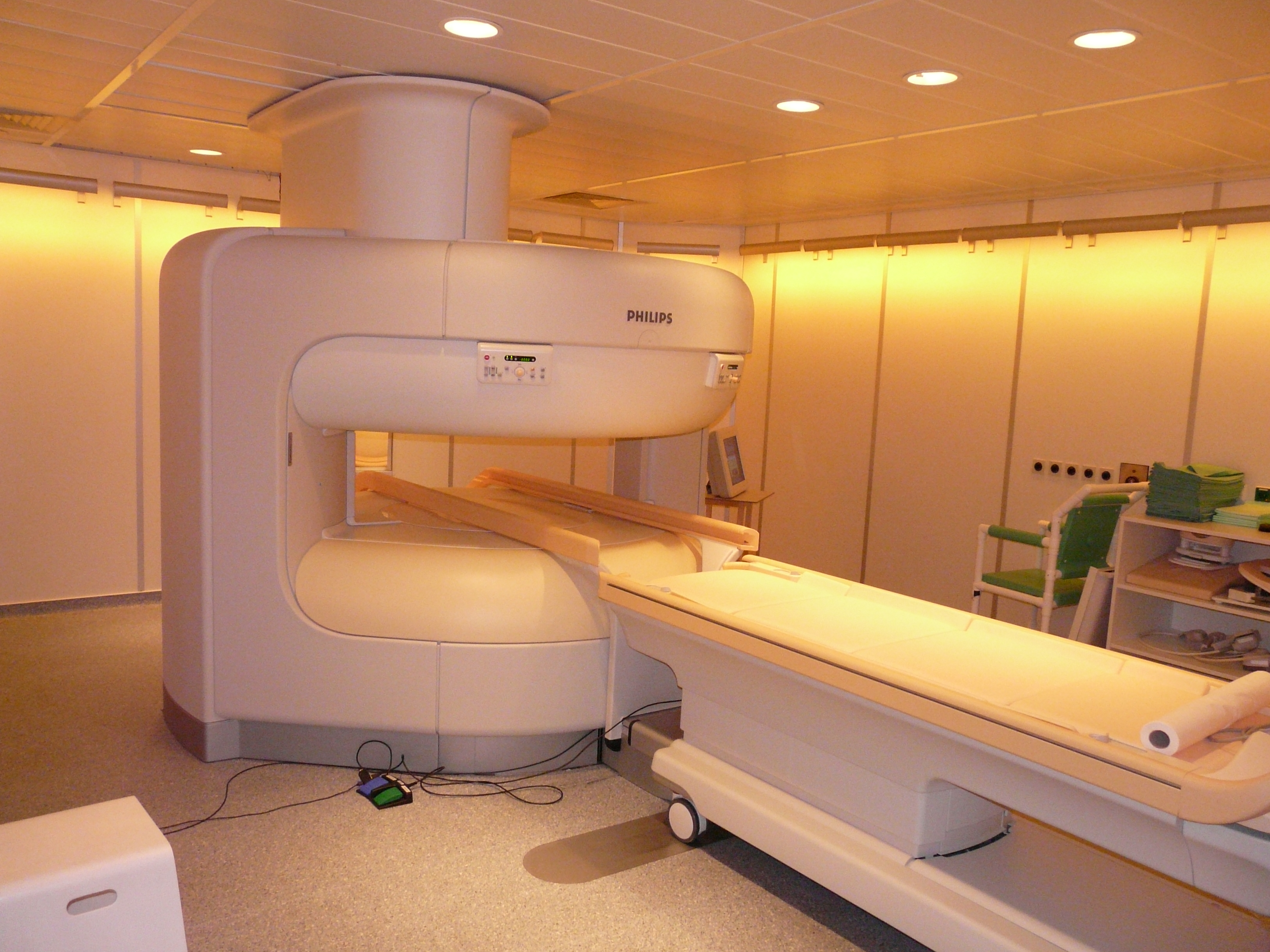
開放式MRI

擴散磁振造影（DTI）是一種基於MRI的神經影像技術，能呈現大腦不同區域間的解剖連結，易於觀察大腦白質區域的位置、方向。
- 正常胼胝體的DTI影像。綠色纖維從大腦前部延伸到大腦後部，紅色纖維從左到右延伸，藍色纖維從底部延伸至頂部。